# Jane Alexander (actrice, 1972)
Pour les articles homonymes, voir Alexander et Jane Alexander (homonymie).
Jane Alexander (née le 28 décembre 1972 à Watford) est une actrice italienne d'origine anglaise.

## Biographie
Jane Alexander se lance d'abord dans une carrière de mannequin, puis elle fait ses preuves en tant qu'actrice en Italie. Elle double aussi les films anglais.

## Filmographie

### Cinéma
- 2007 : Tutte le donne della mia vita
- 2002 : L'Âme en jeu (Prendimi l'anima)
- 1999 : Buck e il braccialetto magico
- 1995 : Marchand de rêves (L'uomo delle stelle)
- 1993 : Le donne non vogliono più

### Télévision
- 2018 : Grande Fratello VIP (téléréalité)
- 2008 : Il commissario Manara
- 2007 : La figlia di Elisa - Ritorno a Rivombrosa – Lucrèce Van Necker
- 2006 : La freccia nera
- 2005 : Ho sposato un calciatore
- 2003-2005 : Elisa (Elisa di Rivombrosa), saisons 1 et 2 – Lucrèce Van Necker
- 2005 : Scherzi a parte (caméra cachée)
- 2001 : Call Game - Zengi by Night